# Фјенили (Латина)
Фјенили је насеље у Италији у округу Латина, региону Лацио.
Према процени из 2011. у насељу је живело 48 становника. Насеље се налази на надморској висини од 90 м.